# سندرم شواخمن-بودیان-دیاموند
سندرم شواخمن-دیاموند یا سندرم شواخمن-بودیان-دیاموند نوعی بیماری مادرزادی ارثی است که با نارسایی بخش برون ریز پانکراس، اختلال کارکرد مغز استخوان، ناهنجاری‌های اسکلتی و کوتاهی قد تظاهر می‌کند. پس از بیماری فیبروز کیستیک، این بیماری شایع‌ترین علت نارسایی بخش برون ریز پانکراس در کودکان است.

## نشانه‌های بیماری
نارسایی بخش برون ریز پانکراس، ناهنجاری‌های خونی و اختلال رشد. از جمله ناهنجاری‌های خونی می‌توان به نوتروپنی، ترومبوسیتوپنی، کم سلول بودن مغز استخوان اشاره کرد. بیماران ممکن است دچار لوسمی حاد شوند. این بیماران مستعد عفونت هستند.

## تشخیص
نشانه‌های اولیه بیماری مشابه بیماری فیبروز کیستیک است. با انجام تست عرق می‌توان فیبروز کیستیک را رد نمود. امروزه آزمایش ژنتیک برای تشخیص این سندرم در دسترس است.

## اقدامات درمانی
نارسایی بخش برون ریز پانکراس را می‌توان با مکمل‌های آنزیم‌های پانکراسی درمان نمود. ترمیم ناهنجاری‌های اسکلتی گاه نیاز به عمل جراحی دارد. نوتروپنی را می‌توان با فاکتور محرک کولونی گرانولوسیتی (GCSF) درمان کرد. پیوند مغز استخوان را می‌توان در صورت بروز نارسایی پیشرونده مغز استخوان در نظر داشت. در آینده ممکن است بتوان از ژن درمانی برای درمان این بیماری استفاده کرد.

## اپیدمیولوژی
بروز این بیماری یک نفر در هر ۷۵٬۰۰۰ نفر است.